# Emmanuel Maignan
Emmanuel Maignan (17 de juliol de 1601, Tolosa - † 29 d'octubre de 1676, ibíd.) fou un físic francès i teòleg procedent de l'Orde dels Mínims. Els seus escrits tingueren efectivitat particularment a Espanya, on tingué certes resistències concretament per part del seu col·lega de la congregació Francisco Palanco.

## Biografia

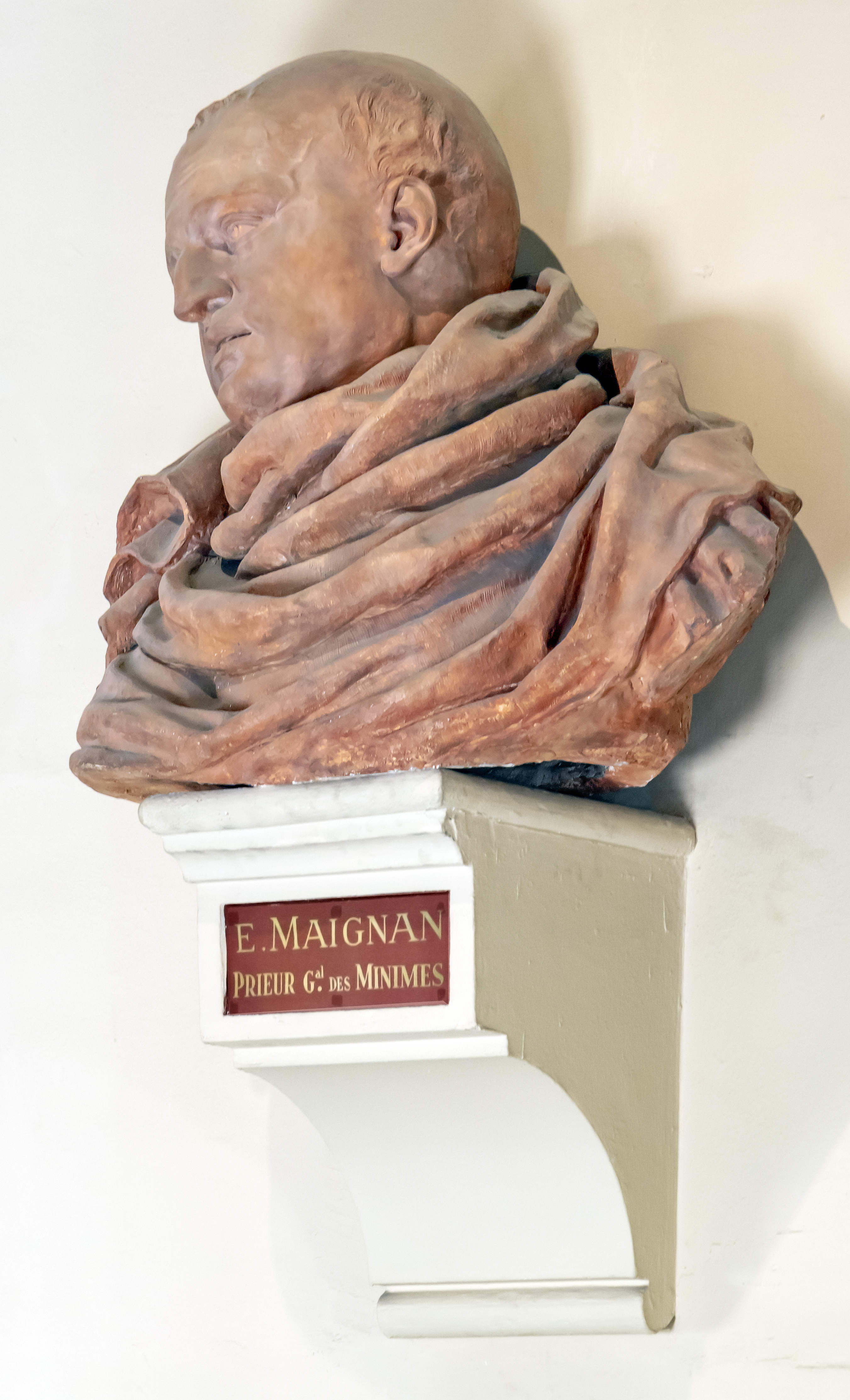
Emmanuel Maignan de Marc Arcy

El seu pare era degà de la cancelleria de Tolosa, i la seva mare fou professora de medecina a la Universitat de Tolosa. Estudià humanitats al col·legi dels jesuïtes. Amb divuit anys s'incorpora a l'Orde dels Mínims. El seu primer instructor en filosofia fou un seguidor aristotèlic, però Maignan aviat començà a disputar i a oposar-se a tots els que ofereixen una idea favorable a les idees aristotèliques, sobretot de física. Maignan era més partidari de Plató que no pas d'Aristòtil. Aprengué matemàtiques i geometria, pràcticament sense ajut de cap instructor. Al final la seva habilitat es reconeix pels superiors de l'orde, que li donen la responsabilitat d'instruir els novicis de l'orde. L'any 1636 fou convidat a Roma pel general de l'orde per ensenyar-hi matemàtiques al convent de la Trinità dei Monti, on arribà a viure catorze anys. L'any 1650 torna a Tolosa i es fa provincial. En passar tres anys comença a tenir cura dels rellotges del rei Lluís XIV que des de Tolosa és convidat a París, el 1669, mitjançant la intervenció del cardenal Mazzarino.

## Obres
- Perspectiva horaria sive de horographia gnomonica tum theoretica tum practica (4 vols., Roma, 1648);
- Cursus philosophicus (1r ed., 4 vols., Tolosa, 1652; 2a ed. amb canvis a l'edició, Lyons, 1673);
- Sacra philosophia entis supernaturalis (Lyons, 1662, 1r vol., y 1672, 2n vol.);
- Dissertatio theologica de usu licito pecuniæ (Lyons, 1673). Obra inclosa en l'Index Librorum Prohibitorum de l'Església Catòlica.